# Malaui en los Juegos Olímpicos de Barcelona 1992
Malaui estuvo representado en los Juegos Olímpicos de Barcelona 1992 por cuatro deportistas, tres hombres y una mujer, que compitieron en atletismo.
El equipo olímpico malauí no obtuvo ninguna medalla en estos Juegos.